# حمایت اجتماعی در ارمنستان
حمایت اجتماعی در ارمنستان سیاستی دولتی در ارمنستان است که به مسائل حمایت اجتماعی می‌پردازد و از رفاه اجتماعی شهروندان حمایت می‌کند. این سیاست تحت نظارت وزارت کار و امور اجتماعی انجام می‌شود.

## مقدمه
سیستم حمایت اجتماعی دولتی ارمنستان از بودجه دولتی تأمین مالی می‌شود. خدمات ارائه‌شده در این نهاد برای شهروندان رایگان است. وزارت کار و امور اجتماعی فرآیند ارائه خدمات را هماهنگ می‌کند. سیستم حمایت اجتماعی ارمنستان نقش مهمی در ارائه حمایت اجتماعی به جمعیت و کاهش فقر شدید ایفا می‌کند. سیاست حمایت اجتماعی با هدف مدیریت ریسک‌های اجتماعی توسط دولت از طریق پیشگیری، کاهش و تنظیم این ریسک‌ها انجام می‌شود.
پیش از همه‌گیری کووید-۱۹، ارمنستان در حال بهبود تدریجی محیط کسب‌وکار خود و ایجاد سابقه‌ای از مدیریت محتاطانه و سیاست‌های کلان اقتصادی بود. رشد اقتصادی این کشور در بین سال‌های ۲۰۱۷ تا ۲۰۱۹ به طور متوسط ۶.۸ درصد بود. اگرچه پیشرفت ارمنستان در سال ۲۰۲۰ به دلیل همه‌گیری و جنگ ۲۰۲۰ قره‌باغ کند شد، سازمان بین‌المللی کار پیش‌بینی کرد که اقتصاد ارمنستان در سال ۲۰۲۱ نزدیک به ۸ درصد رشد کند.

## تاریخچه

### سیستم حمایت اجتماعی در دوران اولین جمهوری ارمنستان
وزارت کمک‌های عمومی در نوامبر ۱۹۱۸ تأسیس شد، این در زمانی بود که دولت دوم اولین جمهوری ارمنستان در حال سازماندهی مجدد بود. در ۸ آوریل ۱۹۱۹، نام آن به «وزارت کار و کمک‌های عمومی» تغییر یافت. تا ۵ ژوئیه ۱۹۱۹، وزارت غذا وظیفه سازماندهی خرید و توزیع مواد غذایی را بر عهده داشت. اما در ۵ ژوئیه ۱۹۱۹، وزارت غذا منحل شد و وظایف آن به وزارت کار و کمک‌های عمومی منتقل شد. در ۸ ژانویه ۱۹۲۰، این وزارتخانه به «وزارت بازسازی و کمک‌های عمومی» تغییر نام داد. این وزارتخانه شامل بخش‌های یتیم‌خانه، مهاجرت، سازماندهی کار، پزشکی و بهداشتی، حفاظت از کار و معماری و ساخت‌وساز بود.
سال‌های ۱۹۱۴ تا ۱۹۲۰ چالش‌برانگیز بودند؛ جنگ جهانی اول، نسل‌کشی ارامنه و درگیری‌های مداوم با ترکیه صدها هزار پناهنده بر جای گذاشت. با این وجود، مردم ارمنستان با تأسیس اولین جمهوری ارمنستان در سال ۱۹۱۸ به استقلال دست یافتند. در همین حال، وزارت بازسازی و کمک‌های عمومی نمایندگانی در گرجستان و آذربایجان داشت و برنامه‌هایی را برای برآورده‌کردن نیازهای اساسی جوامع ارمنی در گرجستان و آذربایجان اختصاص داد.

### سیستم حمایت اجتماعی در دوران جمهوری دوم ارمنستان
زمانی که ارمنستان بخشی از اتحاد جماهیر شوروی شد، رهبران بلشویک وزیران دولت ارمنستان را جایگزین کردند.
در ۸ دسامبر ۱۹۲۰، وزارتخانه به عنوان کمیساریای بازسازی و حفظ شد. بعداً، در ۲۱ دسامبر، نام آن به «کمیساریای مردمی برای تأمین اجتماعی» تغییر یافت. در ۱۲ مارس ۱۹۲۵، دوباره نام وزارتخانه تغییر کرد و این‌بار نام «کمیساریای مردمی کار و تأمین اجتماعی» را به خود گرفت. در سال ۱۹۴۶، وزارت تأمین اجتماعی جمهوری سوسیالیستی ارمنستان شوروی دوباره تأسیس شد. وزارتخانه شامل بخش‌های مستمری‌ها و مزایا، اشتغال و مدیریت خانه، تخصص پزشکی-کاری، برنامه‌ریزی مالی، ساخت و ساز سرمایه‌ای و سایر بخش‌های اداری بود.

### سیستم حمایت اجتماعی ارمنستان پس از ۱۹۹۱
پس از فروپاشی اتحاد جماهیر شوروی در سال ۱۹۹۱، وزارت تأمین اجتماعی به وزارت کار و تأمین اجتماعی تأسیس شد. پس از انتخابات پارلمانی ارمنستان ۱۹۹۵، بر اساس فرمان ریاست‌جمهوری، ساختار دولت دستخوش تغییرات شد؛ وزارتخانه به وزارت تأمین اجتماعی، اشتغال، امور مهاجرت و پناهندگان تغییر داده شد.
در سال ۱۹۹۶، بر اساس فرمان ریاست‌جمهوری، تغییرات ساختاری بیشتری در دولت ایجاد شد. در ۸ نوامبر ۱۹۹۶، وزارتخانه دوباره تغییر داده شد و به وزارت تأمین اجتماعی تغییر نام داد. در ۲۸ فوریه ۲۰۰۰، وزارتخانه با وزارت بهداشت و تأمین اجتماعی ادغام شد. در ۲۰ مه ۲۰۰۰، وزارت از وزارت تأمین اجتماعی جدا شد. در ۲۵ دسامبر ۲۰۰۳، به وزارت کار و امور اجتماعی تغییر نام داد.
ارمنستان در سال‌های اول استقلال با چالش‌های زیادی مواجه بود. عواقب زلزله ۱۹۸۸ (که بین ۲۵ تا ۵۰ هزار نفر کشته شدند) هنوز وجود داشت. در حالی که محاصره ترکیه در ارمنستان، مهاجرت آوارگان، بحران انرژی و نرخ بالای بیکاری وضعیت را بدتر کرده بود.

برنامه‌های حمایت اجتماعی و کار: رفاه کل خانوارهای بهره‌مند از حمایت اجتماعی از ۲۰۰۸ تا ۲۰۱۸

در سال ۱۹۹۲، نرخ فقر در ارمنستان به ۹۴٪ رسید. به همین دلیل، دولت ارمنستان اصلاحات اقتصادی شدیدی را اجرا کرد. کمک‌های انسان‌دوستانه از اهمیت اولیه برخوردار بود. رئیس‌جمهور دستور داد که دولت سیستمی را برای سازماندهی توزیع کمک‌های انسان‌دوستانه راه‌اندازی کند. یک گروه کاری از متخصصان تشکیل شد و مجموعه‌ای از مقررات واضح اجرا شد. مؤسسه خدمات اجتماعی در وزارت تأمین اجتماعی تشکیل شد. وزارتخانه به‌طور مشخص نرخ فقر در میان خانواده‌های نیازمند را شناسایی کرد و همچنین توزیع عملی و بی‌طرفانه کمک‌های انسان‌دوستانه را تنظیم کرد. خدمات اجتماعی از بودجه دولتی تأمین مالی شد و خدمات به بهره‌برداران به‌طور رایگان ارائه می‌شد.
در سال ۲۰۰۵، قانون حمایت اجتماعی و قانون مزایای دولتی هر دو توسط دولت تصویب شدند. این قوانین تضمین می‌کنند که حمایت اجتماعی و خدمات اجتماعی به افرادی که در شرایط دشوار زندگی قرار دارند ارائه می‌شود و به شهروندان کمک می‌کند تا از آن مشکلات بکاهند یا از بروز آن جلوگیری کنند، در حالی که به ادغام جوامع آسیب‌پذیر در جامعه کمک می‌کنند.
بر اساس گزارش برنامه توسعه سازمان ملل متحد، نرخ بیکاری در ارمنستان در سال ۲۰۲۱ به ۱۷.۸٪ کاهش یافت، در حالی که نرخ فقر به ۲۳.۵٪ رسید.

## ساختار
در ارمنستان ۱۵ برنامه حمایت اجتماعی وجود دارد. این برنامه‌ها به سه بخش اصلی تقسیم می‌شوند:
- کمک‌های اجتماعی
- بیمه اجتماعی
- برنامه‌های بازار کار

این برنامه‌ها شامل برنامه‌های حفاظت از کودکان و مراقبت‌های بهداشتی، برنامه‌های مزایای خانواده و مرخصی زایمان، برنامه‌های مستمری، مساعدت بیکاری، کمک به معلولان و سالمندان و دیگر موارد هستند. حق دریافت خدمات اجتماعی در ماده ۳۷ قانون اساسی ارمنستان گنجانده شده است.

## تحولات اخیر
یک مطالعه که توسط کمیسیون اروپا در سال ۲۰۱۱ انجام شد، نشان داد که سیستم حمایت اجتماعی ارمنستان بهبود یافته و سیاست دولتی نقش مهمی در ارائه حمایت اجتماعی به جمعیت و کاهش فقر شدید داشته است. این گزارش همچنین تأکید کرد که اصلاحات مداوم در سیاست کمک‌های اجتماعی برای دستیابی به نتایج پایدار ضروری است و باید برنامه‌های کمک اجتماعی برای همه قابل دسترسی باشد.
در نوامبر ۲۰۱۷، ارمنستان و اتحادیه اروپا توافق‌نامه شراکت جامع و تقویت‌شده ارمنستان-اتحادیه اروپا را امضا کردند. این توافق‌نامه شامل بندهایی است که بر بهبود امور اجتماعی، مقابله با بیکاری و حمایت از توسعه روستایی تمرکز دارد.
بین سال‌های ۲۰۱۹ و ۲۰۲۰، یونیسف و بانک جهانی بررسی دقیقی از سیستم‌های حمایت اجتماعی در ارمنستان انجام دادند تا به دولت ارمنستان پایه‌ای برای برطرف کردن شکاف‌های موجود و اصلاح بیشتر سیستم حمایت اجتماعی در پاسخ به نیازها ارائه دهند.
در ژوئیه ۲۰۲۱، کمیسیونر همسایگی و گسترش اتحادیه اروپا اولیور ورهیلی اعلام کرد که اتحادیه اروپا مبلغی حدود ۳.۱ میلیارد دلار کمک به ارمنستان اعطا خواهد کرد. این کمک‌ها از برنامه‌های مختلفی که به بهبود شرایط اجتماعی در ارمنستان کمک می‌کنند، پشتیبانی خواهد کرد.
آژانس ایالات متحده برای توسعه بین‌المللی (USAID) به‌طور فعال با دولت ارمنستان و سازمان‌های محلی جامعه مدنی همکاری می‌کند تا برنامه‌های اجتماعی را در سراسر کشور حمایت و اجرا کرده و ظرفیت دولت را برای پیاده‌سازی برنامه اصلاحات اجتماعی خود تقویت کند.